# Кудакаево
Кудакаево, Кудакай, Алакаевка — историческая местность города Салавата. Находится на современной улице Губкина, где установлен памятник жителям Кудакаево.
В 1952 году деревня Кудакаево входила в Нурдавлетовский сельсовет. Железнодорожная станция имеется в самом городе Салавате. Расстояние до ближайшей ж.д. станции Зирган — 18 км, до центра бывшего сельсовета Верхне-Юлдашево — 8 (ныне микрорайон города Салавата).
Аул Кудакай входил в 1842 году в 16-ю юрту 7-го башкирского кантона башкиро-мишарского войска.
Основатель деревни — Кудакай. Его сыновья Кулгильде в 1760—1823, Минлигул в 1789—1848 годах проживали в родной деревне.
Кудакаево никогда не входил в состав Ишимбайского района, населённый пункт Салават (ныне город Салават) до 1954 года был посёлком в составе города Ишимбая. Ишимбайский район был образован в 1965 году.
До революции в деревне была мечеть. На этом месте в конце XX века была построена соборная мечеть города Салавата «Масжид ан-Наби».

## Демография

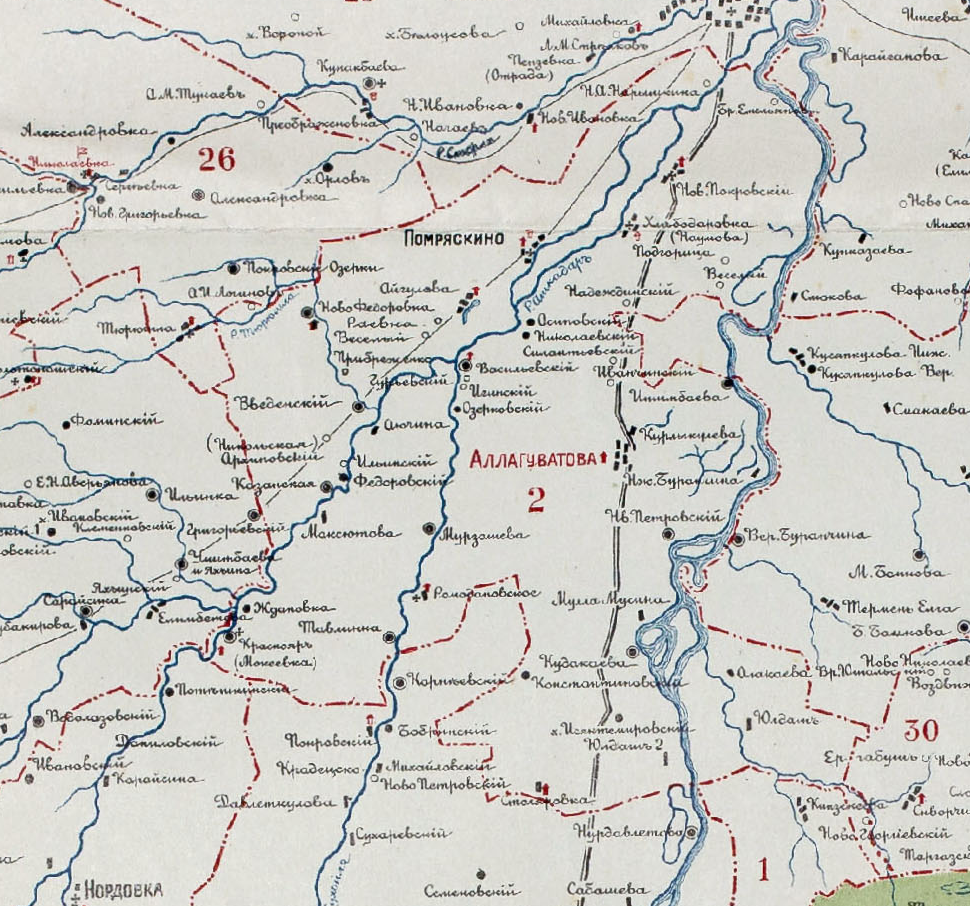
Аллагуватская волость (Стерлитамакский уезд 1914 года)

V ревизия 1795 года показала деревню Кудакаево с 54 жителями в 10 дворах. По IX ревизии 82 человека проживало в 13 дворах. 239 вотчинников и 43 дома было здесь в 1920 г.

## Экономика
Основная отрасль хозяйства — скотоводство. На 67 человек при 12 дворах в среднем приходилось по одной лошади и корове. На всех имели только 12 овец и 7 коз.Жители деревни немного занималисьи  пчеловодством: 25 ульев и 3 борти. Чуть больше четырёх пудов хлеба сеяли в деревне в 1842 году. В 1960-е годы в деревнебыло около 80 домов на двух улицах, улица Полежаева и Нахимова. Жили в деревне люди разных национальностей - башкиры, татары, русские, мордва.
Основная причина слабого развития Кудакаево— она была расположена на оживленном тракте Уфа- Оренбург (между сёлами Аллагуват и Зирган). Обладая вотчинным правом на свои родовые земли, кудакаевцы переселялись в более удобные для разведения скота места и куда реже заглядывали чиновники и военные. 

## Память
В городе Салавате, на перекрёстке ул. Губкина — ул. Октябрьская, открыт (2004) памятник жителям д. Кудакаево. На нём написано (с северо-восточной стороны на русском, с юго-восточной — на башкирском языке):

Деревня Кудакай была основана в 60-е годы XVIII века. Кудакаевцы, защищая свободу и независимость России, участвовали в Отечественной войне 1812 г., в Первой Мировой войне 1914 г., в Великой Отечественной войне 1941—1945 гг.— Памятник жителям д. Кудакаево
Памятник выполнен из гранита. Территория вокруг памятника выложена тротуарной плиткой. Устроены цветники и «Альпийская горка», на которых высаживаются цветы.
О Кудакаево уроженцем деревни Ванситом Киничем Азнагуловым написана книга «Мгновение длиною в два века».